# Битка при Нарва (1700)
Вижте пояснителната страница за други значения на Битка при Нарва.
Битката при Нарва е сражение между руските и шведските войски на 30 ноември 1700 г. в хода на Великата северна война. Шведската армия, предвождана лично от краля Карл XII, побеждава четирикратно превъзхождащите я руски сили, командвани от Карл Евгений де Круа. Цар Петър Велики си възвръща Нарва във втора битка през 1704 г.

## Ход на военните действия
След капитулацията на Дания в Травентал и първоначалния неуспех на саксонците в Ливония, Петър I решава да атакува шведските владения в Прибалтика. На 4 октомври 1700 войските му, начело с Головин и Огилви, придружавани от доста чуждестранни военни специалисти, обсаждат град Нарва. Карл XII, тогава 18-годишен, прехвърля силите си в Пернау и след тежък поход през блатистата Естония се появява пред града на 13 ноември.
Съветът на всичките му генерали е да не приема сражение с русите, тъй като позициите им са силни, а и съотношението на силите е 8500 шведи срещу около 37 хил. руси. Карл XII обаче успява да овладее основния подстъп към руския лагер в теснината Пихайоги и рано сутринта на 19 ноември го атакува. Очакванията на Петър I, който не присъства лично, са, че необучените шведски войници няма да могат да се справят с руските ветерани. Той нарежда на Головин по никакъв начин да не губи битката.
Шведската атака в изключителна снежна буря обаче е неотразима. В разрез с всички военни правила генерал Реншелд и кралят атакуват руския център и въпреки артилерийския огън след тричасова ръкопашна схватка обръщат русите в бягство. Част от руските полкове се опитват да отстъпят през река Нарва, но капитулират, а отстъплението на останалите по суша е максимално затруднено от шведската кавалерия. Само специалните гвардейски части продължават съпротивата, но и те слагат оръжие до края на деня. Русите губят най-малко 6000 души срещу 667 шведи.
Тази победа за пръв път създава ореол на Карл XII на непобедим военачалник както в неговите очи, така и в очите на цяла Европа. Русите отстъпват ужасени назад, но не са преследвани поради малобройността на шведските сили и желанието на краля да започне война с полския крал Август II.